# A列車で行こう はじまる観光計画
『A列車で行こう はじまる観光計画』は、アートディンクが開発したゲームソフトで、A列車で行こうシリーズのひとつ。
本項では同作品の追加コンテンツである『A列車で行こう ひろがる観光ライン』についても記述する。

## 概要
A列車で行こうシリーズの35周年記念作品として、2021年3月12日にNintendo Switch用に発売された。「DS」「3D」に続く『箱庭系A列車』の系譜である。
今作では新たに「観光」の概念が加わり、従来の都市開発に加えて、神社仏閣や温泉地といった観光地の開発が可能となった。近隣都市から観光地までのルートを整備することで、多くの観光客を呼び込むことができる。車両設計の自由度も向上し、車体のカラーリングや、ライト、スカート、パンタグラフといった装備品のほか、ステッカーによるラッピングを組み合わせてオリジナルの車両をデザインすることができる。マップサイズも最大で前作比2倍となった。
2021年12月8日にはWindows用のSteam版が発売された。Nintendo Switch版から様々な要素が追加・強化されており、運行できる車両の編成数と、運営できる駅および子会社数の上限数も引き上げられている。その他、新規のシナリオも2本収録されている（下記『#収録シナリオ』の※印。Nintendo Switch版では後のアップデートで追加）。Steamワークショップを通じて自作シナリオの配布が可能であり、Steam実績にも対応する。
2022年6月16日にはiOS / Android用の『A列車で行こう はじまる観光計画 MOBILE』が発売された。プレイにはオンラインへの接続が必須となる。初回起動後の30分間は無料でプレイ可能。2025年2月28日（金）正午をもって、クラウドゲームサービス「Gクラスタ」のサービス提供が終了することに伴い、2024年8月30日（金）に本ゲームの発売を終了。サービス終了後はプレイできなくなった。

## 収録シナリオ
- "※"の付いたシナリオは後のアップデートで追加された新規シナリオ
- "⭐︎"の付いたシナリオはチュートリアル機能あり

はじまる観光計画⭐︎
（開始年月日:1992年4月1日）
赤字続きの自治体が観光地化を目指しているが、交通アクセスが悪く、思うように観光客を呼び込めていない。景観を損なわないよう鉄道を整備し、観光客の増加を目指す。
モデルとなった地域は沖縄県中頭郡。
夢と希望の街⭐︎
（開始年月日:1990年4月1日）
自治体と共同開発した遊園地と温泉、北東には神社がある街である。プレイヤーの鉄道会社は、この地域の交通整備をー手に引き受けることになった。
モデルとなった地域は三重県の志摩スペイン村周辺。
通える古都を目指して
（開始年月日:1955年4月1日）
古くから観光資源を持つ街だが、インフラ未整備のため観光業は振るわず人口減少も課題となっている。隣接都市とのアクセスを改善して、「日帰りで通える観光地化」と「ベッドタウン化」を進めることが目的となる。
モデルとなった地域は奈良県奈良市。
湾奥の港町
（開始年月日:1970年4月1日）
山海の恵みが豊かな地域だが、交通手段が乏しく住民は孤立し、細々とした生活を送っている。自治体から依頼を受け、交通インフラの整備を行うことになった。
モデルとなった地域は京都府舞鶴市。
生まれ変わる避暑地リゾート
（開始年月日:1986年4月1日）
古くから避暑地として発展してきた街が海外旅行ブームで衰退している。地域に不足している娯楽の発展とインフラの整備に対応する。
モデルとなった地域は長野県軽井沢。
赤字超特急
（開始年月日:1990年4月1日）
夢の新幹線が開通した田舎町であったが、期待された人口増加はなく、町と鉄道会社には莫大な借金だけが残されている。苦境の鉄道会社を立て直すことが目的となる。
モデルとなった地域は奥津軽いまべつ駅（青森県東津軽郡今別町）周辺。
転換する都市
（開始年月日:2006年4月1日）
臨海部を市民に開放する都市計画が立ち上げられた。海沿いの工業跡地に商業や住宅の集まる複合都市を築くことが目的。
モデルとなった地域は神戸ハーバーランド（兵庫県神戸市中央区）周辺。
走れ、野球鉄道
（開始年月日:1967年4月1日）
自社が経営する球団が危機的状況に陥っている。長年愛されてきた鉄道と球団を守ることが目的。
モデルとなった地域は福岡県福岡市。
神様のいる島
（開始年月日:2019年4月1日）
ある日、突然眩い光に包まれた後、会社の窓から眺める景色は一変した。突如海が生まれ、そこには大きな島が浮かんでいた。そして、どこからともなく声が聞こえてきたのだった。
モデルとなった地域は存在しない。
ヌッシーを探せ※
（開始年月日:1974年4月1日）
主路湖（ぬしろこ）で伐採を行っていた林業の男性が、湖面に怪しげな影を発見した。その後も複数の目撃情報が寄せられ噂となり、未確認生物ではないかと話題になっている。地元では新たな観光資源として期待が寄せられている。
モデルとなった地域は北海道屈斜路湖周辺。実際の屈斜路湖にも、クッシーと呼ばれる未確認生物の目撃証言が存在する。
蘇る鉄道※
（開始年月日:2010年4月1日）
自家用車の普及によって鉄道が失われて久しい島に、40年以上の時を経て、鉄道を復活させる計画が動き出した。
モデルとなった地域は兵庫県淡路島。実際の淡路島も、1966年に淡路交通鉄道線がモータリゼーションを一因として廃止されて以降、鉄道路線が存在しない。

## 登場人物
キャラクターデザインは日向悠二。
松島 彩華（まつしま あやか）
プレイヤーの鉄道会社の秘書。23歳。社長の就任とともに、社長専属秘書として抜擢された新入社員。様々な部署に関わることが多く、会社のことを家族のように思っており、社長を献身的にサポートする。一方で噂や怪談といった話を真に受けやすく、極度の方向音痴でもあるなど、天然な一面もある。家庭では4人姉弟の長姉で、特技は料理。
軽井沢 純二（かるいざわ じゅんじ）
プレイヤーの鉄道会社の営業部長。45歳。楽観的な感覚派タイプで、言動は適当だが仕事のできる人間。決断力や行動力、人を惹きつける話術に長けており、逆境やトラブルにも冷静に対処できる。幼い頃に両親を亡くし、限界集落で祖母に育てられた。幾多の恋愛を経験していながら未だ独身だが、理想の女性像に合致する観光課長の瀬戸内に興味を持っている。
五色 真（ごしき まこと）
プレイヤーの鉄道会社の経理部長。年齢不詳（40代）。細かな部分にまで目を光らせる会社の金庫番で、仕事に一切の妥協を許さず、会社のためならどんなに耳の痛いことでも社長に伝えるのが務めだと考えている。元々家庭が裕福で、株式投資や資産運用によってかなりの資産を築いている。営業部長の軽井沢とは長い付き合いだが、対照的な思考から意見を対立させることもある。
伊勢 郷（いせ ごう）
プレイヤーの鉄道会社の車掌。34歳。持ち前の鉄道愛が高じて会社に入った熱血漢の鉄道員。仕事に対する熱意は人一倍で、老若男女誰にでも親切で丁寧な対応を自然に行える。いわゆる乗り鉄で、全線完乗を達成済。現在は全駅乗降の達成を目指し、休日を利用して各地の鉄道を乗り歩いている。運転士の女性と交際しているが、趣味に傾倒するあまり最近は関係がやや悪化している。
道後 和泉（どうご いずみ）
役所の都市計画担当。30歳。物腰柔らかで、立ち振る舞いに品がある役所職員。良家のお嬢様であり、実家はかなりの大金持ち。おっとりした天然のお嬢様と侮られやすいが、しっかりと自分の考えや信念を持っており、したたかに都市計画を実現するための要求や提案をする。反面、プライベートでは金銭感覚や常識が一般人離れしている面も見受けられる。
瀬戸内 玲子（せとうち れいこ）
役所の観光課長。36歳。クールで辣腕なキャリアウーマンで、合理的な思考の持ち主。凛とした態度と丁寧な言葉遣いで、自らの意志をはっきりと伝える。あまり社交的な人物ではないが、物事を円滑に進めるためのコミュニケーションは欠かさない。無類の猫好きで、プレイヤーの会社周辺を縄張りとするボス野良猫を気に入っている。その他、屋台のラーメンも好物。
天草 雛（あまくさ ひな）
証券会社の窓口担当。23歳。明るく天真爛漫な性格で、わがままかついたずら好き。他人の恋愛事情にも深い興味を示す。今の会社には「制服がかわいいから」という理由で入社したが、仕事はそつなくこなす。秘書の松島とは幼馴染で「アヤちん」と呼んでおり、昔から姉のように依存してきた。窓口担当という立場を利用し、松島に会うために鉄道会社に度々姿を見せる。
那須 銀二郎（なす ぎんじろう）
銀行員。54歳。プレイヤーの鉄道会社と取引する銀行に勤務する、生真面目で礼儀正しい人物。同期が出世していく中でも現場に残ることを選んだ。プレイヤーの鉄道会社から恩を受けた過去があり、鉄道会社のことを大切に思っている。政治や経済といった堅い話題を好む反面、新しいもの好きな一面もあり、流行に対する敏感さは女子高生並みともいわれる。

## A列車で行こう ひろがる観光ライン
2022年11月3日、Nintendo Switch用ソフト「A列車で行こう はじまる観光計画」の追加コンテンツとして、『A列車で行こう ひろがる観光ライン』が発売された。PVのナレーションは三浦七緒子が担当。
日本国内に実在する鉄道車両を33種収録。新規の建築物や小物類、さらに好みの車両を展示できる施設として「鉄道博物館」が追加される。その他、マップ内の風景を自由に撮影できる「フォトモード」や、オリジナルの車両や地形テンプレートをユーザー間で共有する機能も追加される。
2023年3月3日にはWindows用のSteam版が発売された。
収録車両
- 50000系 しまかぜ（近畿日本鉄道）
- キハ261系 特急北斗（JR北海道）
- キハ40系 ながまれ号（道南いさりび鉄道）
- 1080形 琴平線（高松琴平電気鉄道）
- ロマンスカーGSE（小田急電鉄）
- 3000形・3100形 アレグラ号（箱根登山鉄道）
- 1000系（阪神電鉄）
- 6500系（神戸電鉄）
- 3000系（京阪電気鉄道）
- 7000系 京とれいん 雅洛（阪急電鉄）
- 2700系（JR四国）
- E233系 東海道線（JR東日本）
- E261系 サフィール踊り子（JR東日本）
- 700系 ひえい（叡山電鉄）
- 300形（江ノ島電鉄）
- 115系 ろくもん（しなの鉄道）
- 36-700形（三陸鉄道）
- E235系 山手線（JR東日本）
- 323系 大阪環状線（JR西日本）
- キハ185系 A列車で行こう（JR九州）
- E353系 特急あずさ（JR東日本）
- 8500系 富士山ビュー特急（富士山麓電気鉄道）
- 787系 36ぷらす3（JR九州）
- 500系 特急リバティ（東武鉄道）
- WKT-510形（わたらせ渓谷鐵道）
- SLやまぐち号（JR西日本）
- 20系 烏丸線（京都市交通局）
- 285系 サンライズ瀬戸・出雲（JR東海・JR西日本）
- WEST EXPRESS 銀河（JR西日本）
- 0系新幹線（JR東海）
- E7系 北陸新幹線（JR東日本）
- N700S新幹線（JR東海）
- 923形ドクターイエロー（JR東海）